# Gert-Rüdiger Wegmarshaus
Gert-Rüdiger Wegmarshaus (* 1954 in Berlin) ist ein deutscher Politikwissenschaftler.

## Leben
Er studierte von 1973 bis 1978 Philosophie, Wissenschaftstheorie, Sozialwissenschaften und russische Philologie an der Philosophischen Fakultät der Staatlichen Universität Leningrad. Von 1978 bis 1989 war er wissenschaftlicher Mitarbeiter am Institut für Theorie, Geschichte und Organisation der Wissenschaft (ITW), Akademie der Wissenschaften, Berlin. Nach der Promotion A 1987 zum Dr. phil. – Dissertation: Operationalismus und Virusforschung. Zur Kritik der operationalistischen Denkweise anhand einer wissenschaftshistorischen Fallstudie zur Entdeckung und Erforschung des Tabak-Mosaik-Virus war er von 1993 bis 1996 wissenschaftlicher Mitarbeiter am Lehrstuhl "Politikwissenschaft" (Hans N. Weiler) an der Kulturwissenschaftlichen Fakultät der Europa-Universität Viadrina. Nach der Habilitation 1999 in Politikwissenschaft. Venia Legendi für das gesamte Fach war er von 2001 bis 2003 Projektleiter des Forschungsverbundes an der Europa-Universität Viadrina: “Konsolidierungsprozesse in postsozialistischen Transformations-gesellschaften: Soziokulturelle Erfahrungs-Deutungs- und Verhaltensmuster sozialer Gruppen.” (Förderung im Programm HSP- N/Artikel 3 “Innovative Forschungsstrukturen in den neuen Ländern und Berlin”). Von 2004 bis 2005 lehrte er als Privatdozent für Politikwissenschaft an der Kulturwissenschaftlichen Fakultät der Europa-Universität Viadrina Frankfurt. 2006 wurde er außerplanmäßiger Professor der Europa-Universität Viadrina. Von 2006 bis 2008 war er Direktor des EuroCollege der Universität Tartu. Von 2008 bis 2010 vertrat er den Lehrstuhl W3-Professur „Politikwissenschaft: Vergleichende Analyse politischer Systeme, Bewegungen und Kulturen“ an der Kulturwissenschaftlichen Fakultät der Stiftung Europa-Universität Viadrina.

## Schriften (Auswahl)
- Operationalismus und Virusforschung. Zur Kritik der operationalistischen Denkweise anhand einer wissenschaftshistorischen Fallstudie zur Entdeckung und Erforschung des Tabak-Mosaik-Virus. Berlin 1987, OCLC 721721037.
- Komplementarität. Zivilgesellschaft und demokratischer Staat. Zivilgesellschaftliche Öffentlichkeit im spätsowjetischen Kernkraftdiskurs. Frankfurt am Main 2002, ISBN 3-631-37107-1.
- als Herausgeber mit John Ryder: Education for a democratic society. Central European Pragmatist Forum, volume three. Selected conference papers of the CEPF meeting held at the University of Potsdam, Germany, in June 2004. Amsterdam 2007, ISBN 978-90-420-2153-2.
- Uzbekistan's higher education and research system. Main actors and recent reforms of doctoral graduation. Halle an der Saale 2017.